# Convention sur les produits chimiques
 (juillet 2023).
 (juillet 2025).

La convention sur les produits chimiques de 1990 est une convention de l'Organisation internationale du travail.

## Contenu
La convention a été adoptée lors de la 77e session de la Convention internationale du travail à Genève, le 6 juin 1990.
La convention souligne l'importance de la protection de l'environnement, du grand public et de tous les travailleurs contre les produits chimiques. Elle souligne l'importance de la convention sur les prestations en cas d'accidents du travail et de maladies professionnelles de 1964, de la convention et de la recommandation sur le benzène de 1971, de la convention et de la recommandation sur le cancer professionnel de 1974, de la convention sur le milieu de travail (pollution atmosphérique, bruit et vibrations) de 1977, de la liste des maladies professionnelles amendée en 1980, de la convention et de la recommandation sur la sécurité et la santé des travailleurs de 1981, de la convention et de la recommandation sur les services de santé au travail de 1985 et de la convention et de la recommandation sur l'amiante de 1986. Les travailleurs doivent être informés des produits chimiques utilisés et les risques de maladies et de blessures au travail doivent être réduits.

### Portée et définitions
Les deux premiers articles traitent des définitions des différents termes utilisés dans cette convention et des domaines d'application ou des champs d'application.

#### Article 1
Cette convention s'applique à toutes les branches de l'économie dans lesquelles des produits chimiques sont utilisés. Après une évaluation des risques encourus et des mesures de protection à appliquer, une organisation peut être exemptée par l'autorité compétente d'un membre si des problèmes particuliers se posent, si une protection suffisante est assurée ou si les précautions prises pour protéger les informations confidentielles ne compromettent pas la sécurité des travailleurs. Cette convention ne s'applique pas aux articles qui n'exposent pas les travailleurs à des produits chimiques dangereux. Elle ne s'applique pas aux organismes, mais s'applique aux produits chimiques dérivés des organismes.

#### Article 2
Les produits chimiques sont définis comme des éléments et des composés naturels ou synthétiques aux fins de la présente convention.
Le terme "produit chimique dangereux" désigne tout produit chimique classé comme dangereux en vertu de l'article 6 ou pour lequel il existe des informations indiquant qu'il est dangereux.
L'expression "utilisation de produits chimiques au travail" désigne toute activité susceptible d'exposer les travailleurs à un produit chimique au cours de la production, de la manipulation, du stockage et du transport des produits chimiques. En outre, le terme inclut le traitement des déchets chimiques, le rejet de résultats chimiques et l'entretien, la réparation et le nettoyage de l'équipement et des conteneurs de produits chimiques.
Les branches d'activité économique désignent toutes les branches, y compris les services publics.
Le terme article désigne un objet qui a une forme ou un dessin spécifique lorsqu'il est fabriqué ou qui se présente sous une forme naturelle et dont l'utilisation dépend en tout ou en partie de sa forme ou de son dessin.
Les représentants des travailleurs sont des personnes reconnues par la législation ou la pratique nationale conformément à la convention concernant les représentants des travailleurs, 1971.

### Dispositions générales

#### Article 3
Les organisations les plus représentatives des employeurs et des travailleurs concernés doivent être consultées sur les mesures d'application.

#### Article 4
Les organisations les plus représentatives des employeurs et des travailleurs concernés doivent être consultées sur les mesures d'application.

#### Article 5
L'autorité compétente est autorisée à interdire l'utilisation de certains produits chimiques dangereux pour des raisons de sécurité ou à exiger une autorisation préalable pour leur utilisation.

### Classement et mesures connexes
Les articles six à neuf traitent de la classification de tous les produits chimiques, de l'approvisionnement, des précautions de sécurité et des recommandations des Nations unies. Les mesures sont consignées sur des fiches de données de sécurité adaptées

#### Article 6
L'autorité compétente ou un organisme agréé ou reconnu par l'autorité compétente établit des systèmes de classification de tous les produits chimiques.
Les propriétés dangereuses des mélanges peuvent être déterminées sur la base de la dangerosité des composants individuels.
La recommandation des Nations unies peut être prise en compte dans le transport des marchandises dangereuses.
Les systèmes de classification et leur application sont progressivement étendus.

#### Article 7
Tous les produits chimiques doivent être étiquetés. Les produits chimiques dangereux doivent être spécialement marqués. Ces marquages doivent être effectués par l'autorité compétente elle-même ou l'autorité compétente doit autoriser le marquage. Lors du transport de marchandises dangereuses, les recommandations des Nations unies doivent être prises en compte.

#### Article 8
Les employeurs doivent recevoir des fiches techniques contenant des informations sur les dangers, les fournisseurs, les précautions de sécurité et les procédures d'urgence pour les produits chimiques dangereux.
Les fiches techniques sont soumises aux critères établis par l'autorité compétente ou les organismes reconnus au titre des critères.
Le nom utilisé sur les fiches de données doit correspondre au nom figurant sur l'étiquette.

#### Article 9
Tous les fournisseurs de produits chimiques veillent à ce que les produits chimiques soient classés conformément à l'article 6, étiquetés conformément à l'article 7 et que des fiches de données de sécurité soient fournies conformément à l'article 8.
Au fur et à mesure que de nouvelles informations sur la santé et la sécurité des produits chimiques sont disponibles, le fournisseur de produits chimiques dangereux veille à ce que les nouvelles étiquettes et fiches de données de sécurité soient remises conformément à la législation nationale.
Les fournisseurs de produits chimiques non encore classés en vertu de l'article 6 recherchent les informations disponibles sur le produit chimique afin d'évaluer s'il est dangereux.

### Responsabilités des employeurs
Les articles 10 à 16 traitent de l'obligation des employeurs d'informer les travailleurs des risques éventuels liés à l'utilisation de produits chimiques sur le lieu de travail. Les employeurs et les travailleurs doivent collaborer pour garantir la sécurité.

#### Article 10
Les employeurs doivent veiller à ce que tous les produits chimiques soient étiquetés conformément à l'article 7 et que les fiches de données chimiques soient mises à la disposition des travailleurs et de leurs représentants conformément à l'article 8.
Si les employeurs reçoivent des produits chimiques qui ne sont pas étiquetés conformément à l'article 7 ou pour lesquels les fiches de données de sécurité ne sont pas fournies conformément à l'article 8, ils doivent obtenir des informations auprès du fournisseur ou d'autres sources raisonnablement disponibles. Dans l'intervalle, les produits chimiques ne doivent pas être utilisés.
L'employeur s'assure que les produits chimiques utilisés ont été classés conformément à l'article 6, identifiés conformément à l'article 9, étiquetés conformément à l'article 7 et que toutes les précautions nécessaires ont été prises.
Les employeurs doivent tenir un registre de tous les produits chimiques dangereux utilisés sur le lieu de travail, avec des références croisées à leurs fiches de données de sécurité, et le mettre à la disposition de tous les travailleurs.

#### Article 11
L'employeur doit fournir aux travailleurs des informations suffisantes sur les précautions de sécurité et l'identité des produits chimiques lors du transfert.

#### Article 12
Les employeurs doivent veiller à ce que les travailleurs ne soient pas exposés à des produits chimiques dangereux pendant une durée supérieure à celle autorisée, évaluer l'exposition des travailleurs aux produits chimiques dangereux, surveiller et enregistrer les travaux effectués avec des produits chimiques dangereux afin de protéger la sécurité et la santé, et veiller à ce que les enregistrements soient correctement conservés.

#### Article 13
L'employeur évalue les risques résultant de l'utilisation de produits chimiques sur le lieu de travail et protège les travailleurs en prenant les mesures appropriées.
L'employeur doit limiter l'exposition des travailleurs aux produits chimiques afin de protéger la santé et la sécurité, fournir les premiers soins et prendre des dispositions en cas d'urgence.

#### Article 14
Les produits chimiques dangereux et les conteneurs vides contenant des résidus de produits chimiques dangereux sont éliminés de manière à réduire les risques pour la sécurité, la santé et l'environnement.

#### Article 15
Les employeurs doivent informer les travailleurs des risques auxquels ils sont exposés sur leur lieu de travail, ainsi que des étiquettes et des fiches de données de sécurité des produits chimiques.
Ils doivent utiliser les fiches de données de sécurité comme base pour les instructions de travail et fournir une formation continue aux travailleurs sur l'utilisation des produits chimiques.

#### Article 16
Les employeurs et les travailleurs collaborent en matière de sécurité lors de l'utilisation de produits chimiques sur le lieu de travail.

### Devoirs des travailleurs
L'article 17 porte sur la coopération entre les employeurs et les travailleurs en vue de réduire les risques au travail.

#### Article 17
Les travailleurs travaillent en étroite collaboration avec les employeurs et suivent toutes les procédures relatives à l'utilisation de produits chimiques sur le lieu de travail afin de garantir la sécurité.
Les travailleurs prennent toutes les mesures raisonnables pour minimiser les risques liés à la manipulation des produits chimiques.

### Droits des travailleurs et de leurs représentants
L'article 18 donne aux travailleurs le droit d'éviter un risque imminent pour des raisons de santé sans conséquences déraisonnables.

#### Article 18
Les employés ont le droit de se soustraire aux dangers liés au travail avec des produits chimiques s'il existe un risque immédiat pour leur santé ou leur sécurité.
Les travailleurs qui se soustraient au danger conformément aux dispositions du présent article sont protégés contre des conséquences déraisonnables.
Les travailleurs concernés ont le droit d'être informés des propriétés et de l'identité, des étiquettes et des fiches de données de sécurité des produits chimiques utilisés.
Si la divulgation de l'identité d'un produit chimique à un concurrent peut nuire aux affaires de l'employeur, ce dernier, lorsqu'il fournit les informations requises en vertu du présent article, peut protéger l'identité conformément à l'article 1.

### Responsabilité des États exportateurs
Les articles 19 à 27 traitent des responsabilités des États exportateurs de produits chimiques dangereux et des responsabilités en matière de contrôle. Ils traitent également de la validité de la convention et de son champ d'application.

#### Article 19
Lorsqu'un État membre exportateur interdit l'utilisation de certains ou de tous les produits chimiques dangereux pour des raisons de sécurité et de santé sur le lieu de travail, le fait et les raisons de cette interdiction sont communiqués à tous les pays importateurs.

#### Article 20
Les ratifications de cette convention doivent être communiquées au Directeur général du Bureau international du Travail pour enregistrement.

#### Article 21
La présente convention ne lie que les membres dont les ratifications ont été enregistrées auprès du Directeur général.
Elle entre en vigueur douze mois après la date à laquelle les ratifications ont été enregistrées auprès du Directeur général des deux premiers membres.
Par la suite, la convention entrera en vigueur pour chaque nouveau membre douze mois après la date de sa ratification.

#### Article 22
Un membre ratifié peut dénoncer la convention dix ans après son entrée en vigueur par un acte adressé au directeur général. La dénonciation prendra effet un an après la date de son enregistrement.
Tout membre ratifié qui n'aura pas exercé son droit de dénonciation dans le délai de dix ans ne pourra le faire qu'après l'expiration d'une nouvelle période de dix ans dans les conditions prévues.

#### Article 23
Le Directeur général prend acte de toutes les ratifications et dénonciations effectuées par tous les membres notifiés.
Lors de la notification de la deuxième ratification, le Directeur général indiquera la date à laquelle la convention entrera en vigueur.

#### Article 24
Le directeur général du OIT transmet au secrétaire général de l'ONU, pour enregistrement conformément à l'article 102 de la Charte des Nations unies, les détails de toutes les ratifications et dénonciations.

#### Article 25
Le Conseil d'administration du BIT soumettra, aux dates qu'il déterminera, un rapport sur l'application de la présente convention et examinera la nécessité de la réviser.

#### Article 26
Si la conférence adopte une nouvelle convention qui révise la présente convention, la ratification de la nouvelle convention entraîne, sans préjudice de l'article 22, la dénonciation immédiate de la présente convention.
À la date d'entrée en vigueur de la nouvelle convention, la présente convention cessera d'être en vigueur.
En tout état de cause, la présente convention restera en vigueur dans sa forme actuelle pour les membres qui l'ont ratifiée mais qui n'ont pas ratifié la convention de révision.

#### Article 27
Les versions anglaise et française du texte de la présente Convention font également foi.

## Ratification
En janvier 2023, la convention avait été ratifiée par 23 états.
| Belgique                    | 14 juin 2017      | En vigueur                          |
| Brésil                      | 23 décembre 1996  | En vigueur                          |
| Burkina Faso                | 15 septembre 1997 | En vigueur                          |
| Chine                       | 11 janvier 1995   | En vigueur                          |
| Colombie                    | 06 septembre 1994 | En vigueur                          |
| Chypre                      | 02 août 2016      | En vigueur                          |
| Côte d'Ivoire               | 01 novembre 2019  | En vigueur                          |
| République dominicaine      | 03 janvier 2006   | En vigueur                          |
| Finlande                    | 21 janv. 2014     | En vigueur                          |
| Allemagne                   | 23 novembre 2007  | En vigueur                          |
| Italie                      | 03 juillet 2002   | En vigueur                          |
| Liban                       | 26 avril 2006     | En vigueur                          |
| Luxembourg                  | 08 avril 2008     | En vigueur                          |
| Mexique                     | 17 septembre 1992 | En vigueur                          |
| Pays-Bas                    | 08 juin 2017      | En vigueur                          |
| Norvège                     | 26 novembre 1993  | En vigueur                          |
| Pologne                     | 19 mai 2005       | En vigueur                          |
| République de Corée         | 11 avril 2003     | En vigueur                          |
| Suède                       | 04 novembre 1992  | En vigueur                          |
| Suisse                      | 25 avril 2022     | Entrera en vigueur le 25 avril 2023 |
| République arabe syrienne   | 14 juin 2006      | En vigueur                          |
| République-Unie de Tanzanie | 15 mars 1999      | En vigueur                          |
| Zimbabwe                    | 27 août 1998      | En vigueur                          |